# Peruanische Badmintonnationalmannschaft
Die peruanische Badmintonnationalmannschaft repräsentiert Peru in internationalen Badmintonwettbewerben. Bei Team-Weltmeisterschaften konnte sich Peru bisher nicht im Vorderfeld platzieren, bei Panamerikameisterschaften nimmt Peru dagegen eine führende Rolle ein.

## Teilnahme an Welt- und Kontinentalmeisterschaften
| Sudirman Cup - Sudirman Cup 1993 – 36. - Sudirman Cup 1995 – 37. - Sudirman Cup 1997 – 36. - Sudirman Cup 1999 – 34. - Sudirman Cup 2001 – 37. - Sudirman Cup 2003 – 35. - Sudirman Cup 2005 – 32. - Sudirman Cup 2007 – 38. - Sudirman Cup 2011 – 20. | Panamerikameisterschaft - Panamerikameisterschaft 1993 – 1. - Panamerikameisterschaft 2007 – 3. - Panamerikameisterschaft 2008 – 2. - Panamerikameisterschaft 2009 – 2. |

## Bekannte Nationalspieler
| Männer - Antonio de Vinatea - Mario Cuba - Andrés Corpancho - Bruno Monteverde | Frauen - Claudia Rivero - Cristina Aicardi - Katherine Winder |